# Борок (Вилегодский район)
Борок — деревня в Вилегодском муниципальном округе Архангельской области.

## География
Находится в юго-восточной части Архангельской области на расстоянии приблизительно 40 км на северо-восток по прямой от административного центра района села Ильинско-Подомское на правом берегу реки Виледь.

## История
По местным преданиям вторая деревня в округе (после Стафоровской). Отмечалась в 1710 году как поселение с 1 двором. В 1859 году здесь (деревня Сольвычегодского уезда Вологодской губернии) было учтено 13 дворов. До 2020 года входила в состав Селянского сельского поселения до его упразднения.

## Население
Численность населения: 5 человек (1710 год), 71 (1859), 23 (русские 100 %) в 2002 году, 20 в 2010.